# Stendaler Straße 8 (Loitsche)

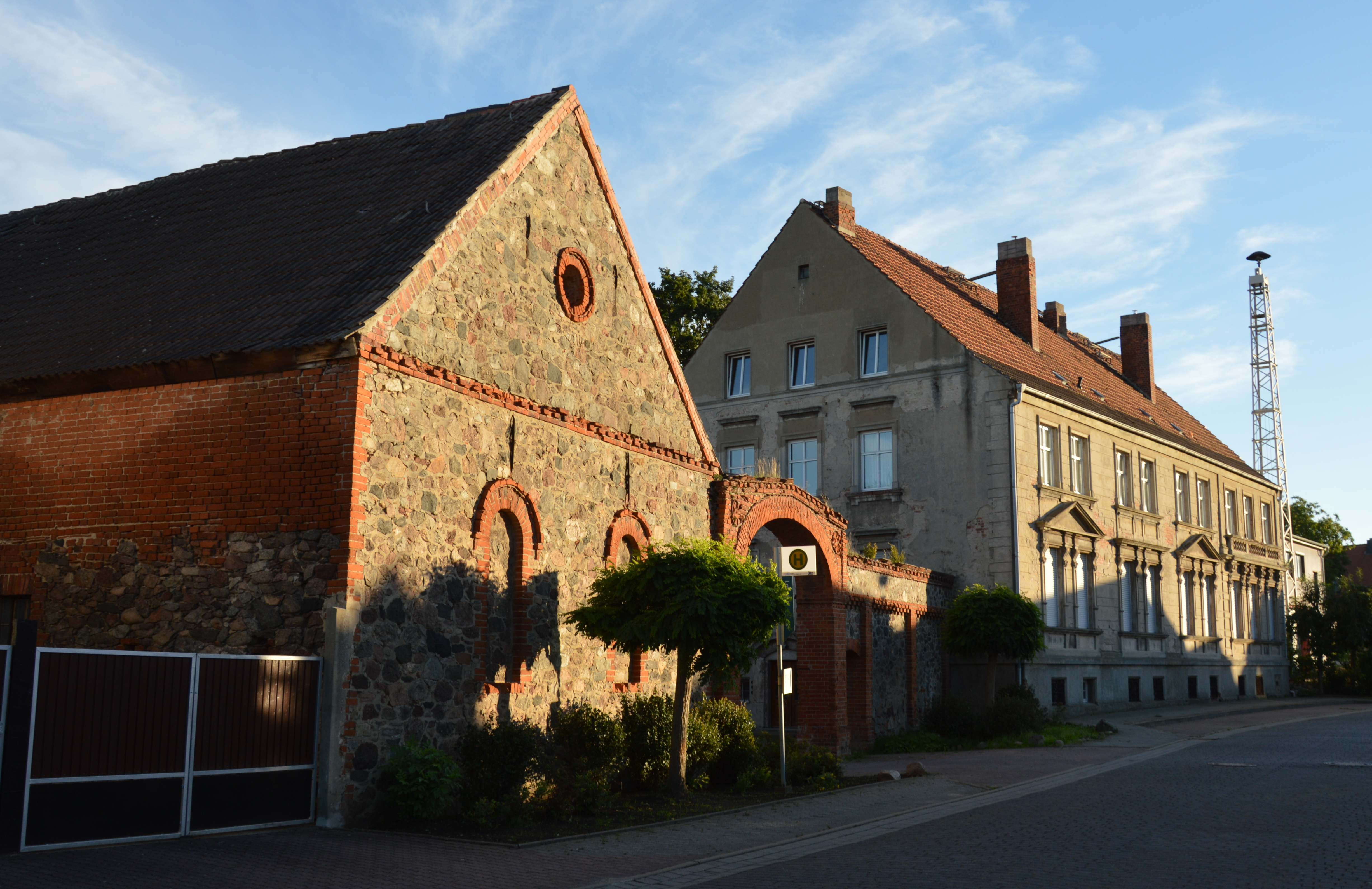
Haus Stendaler Straße 8

Das Haus Stendaler Straße 8 ist ein denkmalgeschützter Bauernhof in der Gemeinde Loitsche-Heinrichsberg in Sachsen-Anhalt.

## Lage
Es befindet sich im Ortsteil Loitsche auf der Südseite der Stendaler Straße. Im örtlichen Denkmalverzeichnis ist es unter der Erfassungsnummer 094 75587 als Baudenkmal eingetragen.

## Gestaltung und Geschichte
Das Gehöft entstand als Hof eines Großbauern. Straßenseitig befindet sich das zweigeschossige traufständige Wohnhaus. Das große Gebäude wurde im Jahr 1893 im Stil der Neorenaissance errichtet. Die repräsentative Fassade verfügt über neun Fensterachsen. Westlich an das Wohnhaus schließt eine Mauer und eine Toranlage an. Das Tor besteht aus einem Korbbogen mit kleiner seitlichen Pforte.
Westlich hiervon befindet sich ein aus Bruchsteinen errichtetes Wirtschaftsgebäude. Das im späten 19. Jahrhundert gebaute, giebelständige Gebäude ist mit Rundbogenblenden und Ziegeldekor verziert.
Auf dem Hof, direkt hinter dem Wohnhaus, steht ein auf einem hohen massiven Sockel errichtetes zweigeschossiges Fachwerkhaus aus dem späten 18. oder frühen 19. Jahrhundert. Das Fachwerk verfügt über eine profilierte Stockschwelle und Eckstreben. Es ist mit einem steilen Satteldach bedeckt. Vermutlich gehörte das Fachwerkhaus zu einer älteren Bebauung aus der Zeit des Barock und war Teil eines größeren, giebelständigen Wohnhauses.